# Socjaldemokratyczna Partia Zgody Ludowej
Socjaldemokratyczna Partia Zgody Ludowej (biał. Сацыял-дэмакратычная партыя Народнай Згоды, Sacyjał-demakratycznaja partyja Narodnaj Zhody, ros. Социал-демократическая партия Народного согласия, Socyał-diemokraticzeskaja partija Narodnogo sogłasija) – proprezydencka partia polityczna na Białorusi; nie posiada mandatów w parlamencie.

## Struktura i program
Przewodniczącym partii jest Siarhiej Jermak, a organem kierowniczym – Rada. Deklarowanym celem jest budowa cywilizowanego, praworządnego państwa i przeprowadzenie reform demokratycznych. Według programu partii, główną metodą realizacji celów jest wpływanie na stan świadomości społecznej przy użyciu demokratycznych metod i w ramach istniejącego prawa. Ugrupowanie występuje przeciwko nacjonalizmowi, szowinizmowi, religijnej i ideologicznej dyskryminacji. W swym programie nawołuje do zjednoczenia wszystkich umiarkowanych sił społeczno-politycznych, konsolidacji społeczeństwa białoruskiego bez podziału na władzę i opozycję. Określa się mianem centrowej.

## Historia
Jesienią 1996 roku doszło do wewnętrznego sporu w Białoruskiej Socjaldemokratycznej Hramadzie (BSdH). Jeden z jej działaczy – Leanid Sieczka, który wcześniej był przywódcą Partii Zgody Ludowej i szefem frakcji BSdH w Radzie Najwyższej Białorusi XIII kadencji, został oskarżony przez kolegów o kolaborację z reżimem. W grudniu tego samego roku usunięto go z partii. Wkrótce potem część byłych członków Białoruskiej Socjaldemokratycznej Partii (Ludowej Hramady), którzy nie zgadzali się z przyjętym przez kierownictwo tej partii krytycznym kursem wobec władzy, podjęli decyzję o utworzeniu nowego ugrupowania. Partia przyjęła nazwę „Socjaldemokratyczna Partia Zgody Ludowej” i uznała się za kontynuatorkę tradycji Partii Zgody Ludowej, istniejącej w latach 1992–1996. Leanid Sieczka został jej pierwszym przywódcą.
Partia oficjalnie założona została 15 marca 1997 roku, zarejestrowana została 21 maja 1997 roku. Pomyślnie przeszła obowiązkową ponowną rejestrację 30 września 1999 roku. W wyborach parlamentarnych uzyskiwała następujące wyniki:
- wybory do Izby Reprezentantów II kadencji (15 i 29 października 2000) – zdobyła 1 mandat[3] (Iwan Paszkiewicz)[2];
- wybory do Izby Reprezentantów III kadencji (17 października 2004) – wystawiła 2 kandydatów, nie zdobyła żadnego mandatu[4][b].

Na początku lutego 2002 roku deklarowała liczbę 2881 członków.

## Oceny
Zdaniem białoruskiego historyka Ihara Lalkoua, ugrupowanie należy do tzw. partii-fantomów, których działalność ogranicza się do pracy ich liderów i pewnej szczątkowej aktywności w czasie kampanii wyborczych. We wszystkich aspektach życia społeczno-politycznego popiera ono stanowisko prezydenta Alaksandra Łukaszenki, dlatego postrzegane jest jako partia proprezydencka, której otwartość na opozycję należy wyłącznie do sfery deklaracji. Według działacza demokratycznego Alaksandra Piatkiewicza partia przez długi czas miała problemy z odnalezieniem sobie ideologicznej niszy, ponieważ jej główny cel – osiągnięcie zgody w społeczeństwie – był zbyt mało konkretny.